# Chillesford
Chillesford – wieś w Anglii, w hrabstwie Suffolk, w dystrykcie East Suffolk. Leży 24 km na wschód od miasta Ipswich i 130 km na północny wschód od Londynu. Miejscowość liczy 130 mieszkańców.